# Frank Ryan
Frank Ryan (Limerick, 11 de setembre de 1902 - Dresden, 10 de juny de 1944) va ser un dirigent polític irlandès, periodista i membre de l'Exèrcit Republicà Irlandès (IRA). Va estar diverses vegades pres i es va integrar a les Brigades Internacionals durant la Guerra Civil espanyola. Ryan era l'oficial irlandès de més alt rang a les Brigades Internacionals.

## Biografia
Ryan va néixer prop de Limerick el 1902. Va assistir a la University College Dublin, on es va unir a l'IRA al final de la Guerra angloirlandesa. Va participar en la Guerra Civil irlandesa el 1922. Militant contra el Tractat Angloirlandès, Ryan va ser empresonat i va ser alliberat després bo i retornant a la universitat. Va passar un temps com a professor, ensenyant gaèlic irlandès, i també va treballar com a periodista. Mentrestant havia estat nomenat membre de l'Executiu de l'Exèrcit dins de l'IRA.
El 1933, juntament amb Peadar O'Donnell i George Gilmore va trencar amb l'IRA amb motiu dels problemes socials. Junts van formar el Republican Congress, una organització socialista que va donar suport als obrers, treballadors i petits agricultors de la República d'Irlanda. El Republican Congress va proposar polítiques radicals noves en benestar social, habitatge social i agricultura. L'enemic eren els elements dretans d'Irlanda, els diaris conservadors, els latifundistes, l'església catòlica, els empresaris, els grans propietaris i, en especial, els blueshirts, una organització paramilitar de caràcter feixista, fundada per Oliver Flanagan i Eoin O'Duffy, que s'ocupava de la seguretat en els mítings dels partits de dreta.

## Guerra Civil espanyola
El 1936, al començament de Guerra Civil espanyola, Ryan va considerar que els problemes d'Irlanda eren prioritaris. Peadar O'Donnell havia estat a Barcelona quan va començar la guerra i havia visitat el Front d'Aragó amb els anarquistes. Amb tot, O'Donnell sostenia la mateixa opinió. Quan el Partit Comunista d'Irlanda emprengué el reclutament per a les Brigades Internacionals, el Republican Congrés va enviar un telegrama en el qual reconeixia la Segona República Espanyola. La reacció de la jerarquia catòlica irlandesa va provocar la rèplica de Ryan, que no va trigar a respondre als diaris.
Quan Eoin O'Duffy va començar reclutar soldats per a lluitar del costat de Francisco Franco, un petit nombre de socialistes i comunistes irlandesos i membres de l'IRA va anar a lluitar al bàndol republicà. En un primer moment, Ryan feia tasques de propaganda a favor de l'Exèrcit Popular de la República. Quan George Gilmore va ser ferit durant la seva visita al front basc, Ryan va prendre el control.
Molts dels irlandesos que van servir al Batalló Britànic van optar per servir després al Batalló Lincoln, compost majoritàriament per ciutadans dels Estats Units d'Amèrica. Els irlandesos s'anomenaven a si mateixos Columna Connolly. Als brigadistes irlandesos els desagradava l'actitud dels oficials anglesos puix que alguns eren membres del Black and Tans. Ryan va ser arrestat després de protestar per la divisió dels seus homes. Se l'utilitzava sovint amb fins de propaganda en les transmissions de ràdio i premsa de Madrid. A més, va participar en la batalla del Jarama on les baixes irlandeses van ser nombroses. Les seves accions durant aquesta batalla, juntament amb Kit Conway i l'escocès Jock Cunningham, van ajudar a assegurar que Madrid no fos rodejada.
Ryan va ser ferit el març de 1937 i va tornar a Irlanda. Quan es va veure que la República espanyola no podia guanyar, va tornar a Espanya i va organitzar la repatriació dels seus homes, tractant per tots els mitjans de mantenir amb vida el major nombre. El 1938, mentre estava lluitant a Calaceit, va ser detingut pel bàndol nacional i condemnat a mort. Va ser empresonat al camp de concentració de San Pedro de Cardeña i només la intervenció de el Govern irlandès va aconseguir que no fos executat.

## Presó i mort
Va romandre a la presó fins al 1940, quan va ser conduït a la frontera amb França i posat sota custòdia de l'Alemanya nazi. Durant la Segona Guerra Mundial va ser detingut per la Gestapo. Juntament amb el cap de l'IRA, Sean Russell, Ryan estava en un submarí alemany en ruta a Irlanda. No obstant això, Russell va morir d'apendicitis durant el viatge i la missió va ser avortada. Va morir a la rodalia de la ciutat de Dresden, el 10 de juny de 1944, a causa de la pleuresia i pneumònia que patia.
El 1963 la seva tomba va ser trobada a Dresden, ja sota el govern de la República Democràtica Alemanya. Les seves restes van ser portades a la República d'Irlanda pels veterans irlandesos que l'havien seguit a Espanya. Va ser enterrat al Cementiri de Glasnevin pels seus antics camarades.